# Ozarchaea
Genre
Ozarchaea est un genre d'araignées aranéomorphes de la famille des Malkaridae.

## Distribution
Les espèces de ce genre se rencontrent en Australie et en Nouvelle-Zélande.

## Liste des espèces
Selon World Spider Catalog (version 18.0, 09/05/2017) :
- Ozarchaea bodalla Rix, 2006
- Ozarchaea bondi Rix, 2006
- Ozarchaea daviesae Rix, 2006
- Ozarchaea forsteri Rix, 2006
- Ozarchaea harveyi Rix, 2006
- Ozarchaea janineae Rix, 2006
- Ozarchaea ornata (Hickman, 1969)
- Ozarchaea platnicki Rix, 2006
- Ozarchaea saxicola (Hickman, 1969)
- Ozarchaea spurgeon Rix, 2006
- Ozarchaea stradbroke Rix, 2006
- Ozarchaea valida Rix, 2006
- Ozarchaea waldockae Rix, 2006
- Ozarchaea werrikimbe Rix, 2006
- Ozarchaea westraliensis Rix, 2006
- Ozarchaea wiangarie Rix, 2006

## Publication originale
- Rix, 2006 : Systematics of the Australasian spider family Pararchaeidae (Arachnida: Araneae). Invertebrate Systematics, vol. 20, no 2, p. 203-254.